# Полтозеро
Полтозеро — крупное озеро на административной границе Мезенского и Пинежского районов Архангельской области России.
Озеро находится на Беломорско-Кулойском плато, в 75 километрах к северо-западу от посёлка Пинега. Площадь озера — 10,1 км², площадь водосбора — 97,2 км². Полтозеро вытянуто с севера примерно на 10 км, ширина озера достигает 2 км. Озеро окружено болотами. Крупных притоков нет. Из озера вытекает одна река — Полта. К северу от озера протекает река Лака. Высота над уровнем моря — 118,3 м.